# Pilsbryna aurea
Pilsbryna aurea är en snäckart som beskrevs av H. B. Baker 1929. Pilsbryna aurea ingår i släktet Pilsbryna och familjen Zonitidae.
Artens utbredningsområde är Nordamerika. Inga underarter finns listade i Catalogue of Life.